# Gonzalo Miranda (Radsportler)
Gonzalo Miranda (* 6. Oktober 1979) ist ein chilenischer Bahn- und Straßenradrennfahrer.
Gonzalo Miranda gewann 2001 eine Etappe bei der Vuelta Ciclista de Chile. 2004 war er dort wieder auf einem Teilstück erfolgreich, wie auch bei der Vuelta de San Juan. Im Jahr 2005 gewann er eine Etappe bei der Vuelta Ciclista Lider al Sur. 2006 gewann er wieder eine Etappe bei der Vuelta de Chile und drei Etappen bei der Vuelta de San Juan, sowie ein Teilstück bei der Vuelta a Mendoza. 2007 war Miranda wieder bei der Vuelta Lider al Sur erfolgreich und einmal bei der Vuelta al Valle. In der Saison 2008 gewann er den Prolog bei der Vuelta a Mendoza und wurde chilenischer Meister im Straßenrennen.
Auf der Bahn gewann er bei der Panamerikanischen Meisterschaft 2004 in San Carlos Tinaquillo die Bronzemedaille in der Mannschaftsverfolgung und Silber im Punktefahren. Im Zeitfahren kam er auf den 5. Rang. Im nächsten Jahr wurde er Meister in der Mannschaftsverfolgung. 2007 gewann er in Valencia die Silbermedaille im Madison.

## Erfolge – Straße
2001
- eine Etappe Vuelta Ciclista de Chile

2004
- eine Etappe Vuelta Ciclista de Chile

2005
- eine Etappe Vuelta Ciclista Lider al Sur

2006
- eine Etappe Vuelta Ciclista de Chile

2007
- eine Etappe Vuelta Ciclista Lider al Sur

2008
- Chilenischer Meister – Straßenrennen

2012
- Sieger Sprintwertung  Vuelta Chile

## Erfolge – Bahn
2005
- Panamerikameister – Mannschaftsverfolgung mit Marco Arriagada, Luis Fernando Sepúlveda und Enzo Cesareo

2012
- Panamerikameister – Mannschaftsverfolgung mit Antonio Cabrera, Pablo Seisdedos und Luis Fernando Sepúlveda